# Ulnare Hemimelie
Die Ulnare Hemimelie ist eine seltene angeborene Fehlbildung mit Fehlen (Aplasie) oder Unterentwicklung (Hypoplasie) der Ulna (Elle) mit Verkürzung des Unterarmes und Fehlstellung der Hand.
Bei dieser ulnaren Hemimelie liegt meist eine spitzwinklige Ankylose im Ellbogengelenk vor, häufig mit weiteren Fehlbildungen der Nieren oder Lippen-Kiefer-Gaumenspalte verknüpft.
Synonyme sind: Ulnare Klumphand; Kongenitale longitudinale Ulnadefizienz; Ulnare longitudinale Meromelie; Oligodaktylie-Syndrom Hertwig-Weyers/Grebe-Weyers; Weyers-Oligodaktylie-Syndrom; Ulnare Ektromelie
Die Namensbezeichnungen beziehen sich auf die Erstbeschreibung aus dem Jahre 1943 durch Hans Grebe und auf den Hamburger Pädiater Helmut Weyers.

## Verbreitung
Die Erkrankung tritt meist sporadisch auf. Die Häufigkeit wird auf 1 zu 25.000–100.000 geschätzt, sie ist etwa 10 mal seltener als die Radiale Hemimelie. Das männliche Geschlecht ist im Verhältnis 3:2 häufiger betroffen. Die Vererbung erfolgt zumindest teilweise autosomal-rezessiv.
Es besteht eine Assoziation mit anderen Skelettdysplasien wie Syndaktylie, sie kann auch im Rahmen folgender Syndrome auftreten:
- Poland-Syndrom
- Klippel-Feil-Syndrom
- Goltz-Gorlin-Syndrom
- Femur-Fibula-Ulna-Syndrom
- Cornelia-de-Lange-Syndrom
- Ulna-Mamma-Syndrom
- Mesomele Dysplasie Typ Reinhardt-Pfeiffer
- Pillay-Syndrom (Ophthalmo-mandibulo-melic dysplasie)

## Ursache
Als Ursache wird eine Störung während der 4. bis 7. Woche der Embryonalentwicklung angenommen in Form einer Unterbrechung im Hedgehog-Signalweg (sonic hedgehog), der für die Entwicklung der ulnarseitigen Unterarmstrukturen verantwortlich ist.
Durch Cyclophosphamid und Busulfan können Ulnardefekte verursacht werden. Im Gegensatz zur fast 5 mal häufigeren Radialen Hemimelie besteht kein Zusammenhang mit Thalidomid.

## Einteilung
Folgende Klassifikation nach L. G. Bayne ist gebräuchlich:
- Typ I: Ulnahypoplasie: leichte ulnare Deviation, Hypoplasie des ulnaren

Fingers bis zur fingerlosen Hand
- Typ II: Partielle Ulnaaplasie: stabiler Ellbogen, deutliche ulnare Deviation,

Anlage vorhanden, Radiuskopf kann luxiert sein
- Typ III: Totale Ulnaaplasie: keine ulnare Anlage, Radius nicht verbogen, keine ulnare Deviation, Ellbogen instabil, Radiuskopf luxiert
- Typ IV: Radiohumerale Synostose: ulnare Anlage ist vorhanden, Radius verbogen, ulnare Deviation

## Klinische Erscheinungen
Klinische Kriterien sind:
- Manifestation bei Geburt
- häufigste Form ist die Teilaplasie mit Fehlen des distalen Drittels (etwa 66 %), seltener sind vollständige Aplasie und Hypoplasie
- beidseitig in 22 bis 60 %,[8] die rechte Seite häufiger betroffen
- mitunter ist eine bindegewebige Anlage der Ulna erhalten, die die Fehlstellung der Handwurzel durch Zug verstärken kann
- meist ist das Ellbogengelenk verändert, spitzwinklige Ankylose, ventrales Pterygium sind möglich
- an der Hand können die drei ulnaren Finger fehlen, der Daumen verändert sein. Der Zeigefinger ist fast immer normal, der Daumen angelegt. Die Hand neigt sich zur ulnaren Seite, Syndaktylien sind häufig
- Musculus flexor carpi ulnaris und Musculus extensor carpi ulnaris fehlen meist

Hinzu können weiter Mamillenabstand, Nierenfehlbildung, Lippen-Kiefer-Gaumenspalte, Hypoplasie des Unterkiefers und Fibulaaplasie kommen.

## Diagnose
Die Diagnose ergibt sich aus den klinischen Befunden und den Ergebnissen der Röntgenuntersuchung.
Bereits vorgeburtlich ist mittels Feinultraschall eine Erfassung der Fehlbildung möglich.

## Differentialdiagnostik
Abzugrenzen sind:
- Fokale Fibrokartilatinäre Dysplasie, eine Form der Fibrösen Dysplasie
- Kongenitale Ulnapseudarthrose[10]
- Nievergelt-Syndrom
- Embryofetopathia diabetica
- TAR-Syndrom
- Baller-Gerold-Syndrom
- Robinow-Syndrom, autosomal-rezessive Form (COVESDEM-Syndrom)[11]
- Rothmund-Thomson-Syndrom
- andere Formen angeborener Poikilodermie
- Madelung-Deformität

## Therapie
Die Behandlung erfolgt in der Regel konservativ. Nur selten sind operative Korrekturen erforderlich.